# Франкфуртский ангел

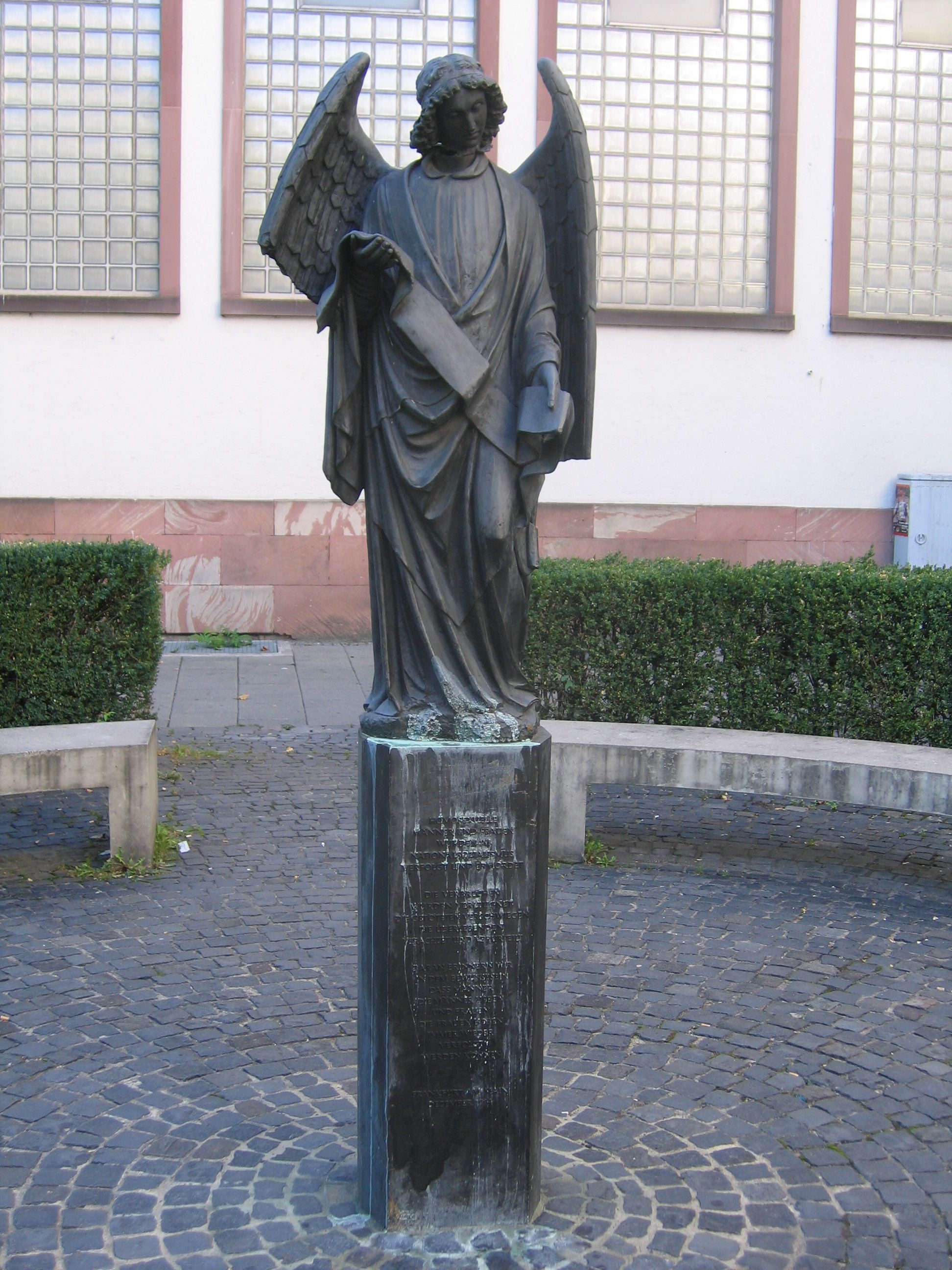
Франкфуртский ангел

Франкфуртский ангел (нем. Frankfurter Engel) — мемориал в Франкфурте-на-Майне, который посвящён гомосексуалам, преследовавшимся в Германии. В уголовном кодексе Германии с 15 мая 1871 года до 11 июня 1994 (в ГДР до 1968) существовал Параграф 175, по которому гомосексуальные мужчины подвергались тюремному заключению. Преследования особой жестокости пришлись на нацистский период истории страны, но и после падения Третьего Рейха конец им положен не был.
Открытый в 1994 году, этот памятник стал первым подобного рода в Германии, хотя до этого уже было установлено несколько памятных досок (Нойенгамме и Дахау в 1985, Берлин в 1989, Заксенхаузен в 1992). Автором проекта выступила Розмари Трокель (Rosemarie Trockel). Площади, которая является местом встреч гомосексуалов и на которой установлен ангел, вскоре присвоили имя Клауса Манна, который был геем и воевал против нацистов.
История создания памятника началась, когда группа активистов 1 декабря 1990 года установила деревянные кресты с именами погибших в парке возле старого оперного театра. Тогдашний мэр города в итоге согласился на существование временного памятника, куда родственники и друзья могли бы приносить свечи и цветы в память о пострадавших от преследования. В 1992 году городской совет голосами социалистов и «зелёных» одобрил создание памятника на внебюджетные деньги. Конкурс проектов был завершён в январе 1993 года. Пожертвования суммой 360 000 немецких марок были собраны к концу 1994 года.
Проект Розмари Трокель представляет собой фигуру ангела с развёрнутой лентой свитка в руках, которая первоначально была одной из 11 статуй, которые украшали фронтон западного портала Кёльнского собора. Оригинал скульптуры Петера Фукса конца XIX века не сохранился, осталась лишь повреждённая гипсовая модель. Фигура ангела выполнена в масштабе 1:1, а голова ангела отделена от тела и затем помещена обратно, так что на шее виден шрам. Статуя помещена на восьмигранный бронзовый пьедестал, на котором высечена надпись:

Гомосексуальные мужчины и женщины преследовались и убивались в нацистской Германии. Позже эти преступления отрицали, об убитых умалчивали, оставшихся в живых презирали и осуждали. Мы напоминаем об этом для осознания того, что мужчины, которые любят мужчин, и женщины, которые любят женщин, снова могут подвергнуться преследованию. Франкфурт-на-Майне. Декабрь 1994